# Шарипов, Рустам Халимджанович
Руста́м Халимджа́нович Шари́пов (укр. Рустам Халімджанович Шаріпов; род. 2 июня 1971, Душанбе) — советский и украинский гимнаст, двукратный олимпийский чемпион (1992, 1996). Заслуженный мастер спорта СССР (1992).

## Спортивная карьера
На Олимпиаде в Барселоне (1992) получил золотую медаль в командном зачёте, выступая за объединённую команду.
В 1995 году вместе с Ириной Булаховой завоевал серебряную медаль на Международных соревнованиях смешанных пар в Сиэтле.
На Олимпиаде в Атланте (1996) выиграл золото в упражнениях на параллельных брусьях.
В составе команды Украины завоевал бронзу в командном зачёте. Был чемпионом мира и дважды чемпионом Европы. Выступал за «Динамо» (Харьков).
Сейчас живёт в США.

## Награды
- Заслуженный мастер спорта СССР (1992);
- Знак отличия Президента Украины крест «За мужество» (07.08.1996)[5].